# Ястребов, Владислав Борисович
Владисла́в Бори́сович Я́стребов (род. 18 марта 1937, Бронницы, Московская область) ― советский и российский юрист, доктор юридических наук (1981), профессор (1984). Заслуженный юрист Российской Федерации, почётный работник прокуратуры, государственный советник юстиции 3 класса.

## Биография
Владислав Борисович Ястребов родился 18 марта 1937 года в городе Бронницы Московской области. В 1960 году В.Б. Ястребов окончил юридический факультет Московского государственного университета имени М.В. Ломоносова.
В 1960―1997 годах Владислав Борисович Ястребов работал в органах прокуратуры следователем, помощником прокурора, научным сотрудником, заведующим отделом Научно-исследовательского института проблем установления законности и правопорядка.
В 1970 году В.Б. Ястребов защитил кандидатскую диссертацию по теме «Криминалистические и криминологические проблемы изучения личности обвиняемого в хищениях социалистического имущества (криминалистическое и криминологическое исследование на базе материалах о хищениях, совершенных на промышленных предприятиях)». Докторскую диссертацию по теме «Теоретические основы предупреждения хищений социалистического имущества» Владислав Борисович защитил в 1981 году.
С 1997 по 2008 год трудился в качестве советника судьи Конституционного Суда Российской Федерации.
С 1990 по 1993 годы В.Б. Ястребов работал по совместительству профессором кафедры уголовного права Российский университет дружбы народов.
С 2006 года Владислав Борисович Ястребов работает профессором кафедры права факультета социологии, экономики и права Московского педагогического государственного университета.
Профессор В.Б. Ястребов является автором более 150 научных публикаций, посвящённым проблемам криминологии, уголовного права, криминалистики, прокурорского надзора и уголовного процесса.

## Область научных интересов
- Уголовный процесс, криминология;
- Охрана собственности от преступных посягательств;
- Прокурорский надзор, его роль и значение в укреплении законности и правопорядка.

## Основные труды
- Причины хищений на предприятиях и пути их устранения. М., 1972;
- Вневедомственный контроль и социалистическая собственность. М., 1980;
- Прокурорский надзор за исполнением хозяйственного законодательства. М., 1989;
- Надзор как основная деятельность прокуратуры. М., 1995;
- Учебник Прокурорского надзора. М., 2005;
- Комментарий к УПК Российской Федерации. М., 2002 (в соавт.);
- Апелляционный порядок рассмотрения уголовного дела. Производство в суде надзорной инстанции. М., 2006;
- Особенности расследования преступлений, предусмотренных ст. ст. 150, 151 УК РФ (соавт., 2012);
- Великая реформа: К 150-летию Судебных уставов: В 2-х т. Т. II: Устав уголовного судопроизводства (соавт., 2014);
- Коррупционные риски современного законодательства и правоприменения и правовые механизмы их преодоления (соавт., 2016).